# Dharmasena Pathiraja
Dharmasena Pathiraja est un réalisateur et universitaire srilankais, né le 28 mars 1943 à Kandy (province du Centre) et mort le 28 janvier 2018 dans la même ville.

## Filmographie
- 1974 : Ahas Gauwa
- 1975 : Eya Dan Loku Lamayek
- 1977 : Ponmani
- 1978 : Les guêpes sont là (Bambaru Avith)
- 1980 : Paradige
- 1981 : Soldadu Unnehe
- 2002 : Mathu Yam Davasa
- 2014 : Swaroopa
- 2015 : Sakkarang